# Felice Centini
Felice Centini (Ascoli Piceno, 1562 – 24 de janeiro de 1641) foi um cardeal católico italiano.

## Biografia
Em 2 de outubro de 1611 foi consagrado bispo pelo Papa Paulo V, com Giovanni Garzia Mellini, cardeal-presbítero de Santi Quattro Coronati, e Michelangelo Tonti, bispo de Cesena, servindo como co-consegrador.
Foi inquisidor no processo de Galileu Galilei, decidindo por sua condenação.
Participou dos Conclaves:
- Conclave de 1621 que elegeu Papa Gregório XV,
- Conclave de 1623 que elegeu Papa Urbano VIII.